# Rossano Galtarossa
Rossano Galtarossa (Padova, 6 luglio 1972) è un canottiere italiano.
Ha rappresentato l'Italia a cinque edizioni consecutive dei Giochi olimpici estivi, da Barcellona 1992 a Pechino 2008, vincendo un oro, un argento e due bronzi. A Londra 2012 è stato riserva.

## Carriera
Con la stagione agonistica 2004 ha vestito per 16 anni consecutivi in maglia azzurra, partecipando a 6 edizioni dei Giochi Olimpici (attualmente è l'unico atleta padovano ad esserci riuscito): Barcellona '92 - terzo, Atlanta '96 - quarto, Sydney 2000 - primo, Atene 2004 - terzo, Pechino 2008 - secondo e gareggiando anche in 12 campionati mondiali, guadagnando il podio ben 10 volte: 5 medaglie d'oro, 2 d'argento e 3 di bronzo. Nel 2004, gareggiando nel doppio con Alessio Sartori, ha conquistato la Coppa del Mondo di specialità.
Dopo una pausa agonistica (di quasi 2 anni) che non ha visto Rossano gareggiare a livello internazionale, ma solo a livello nazionale, nel settembre 2006 è stato ufficializzato il suo rientro all'agonismo di vertice; nella stagione 2007, rientrato nella squadra nazionale, ha riconquistato il posto sul 4 di coppia azzurro, giungendo secondo nella prova di Coppa del Mondo di Linz e quarto ai Campionati Mondiali di Monaco (con Simone Raineri, Federico Gattinoni e Luca Ghezzi), piazzamento valido come qualificazione per le Olimpiadi di Pechino 2008.
Dal 2001 è passato al doppio. In questa specialità ha ottenuto finora due bronzi e un argento a livello mondiale, e la medaglia di bronzo alle Olimpiadi di Atene 2004 con Alessio Sartori. Campione italiano nella specialità del singolo categoria senior per 5 anni consecutivi (dal 2000 al 2004) come nessun altro atleta negli ultimi 90 anni. Come componente del quattro di coppia azzurro, ha vinto quattro titoli mondiali, un bronzo alle Olimpiadi di Barcellona 1992 con Filippo Soffici, Alessandro Corona e Gianluca Farina, l'oro a Sydney 2000 con Agostino Abbagnale, Simone Raineri e Alessio Sartori e l'argento a Pechino 2008 con Simone Raineri, Simone Venier e Luca Agamennoni.

## Palmarès

### Giochi olimpici
Barcellona 1992; 4 di coppia, 3°
Atlanta 1996; 4 di coppia, 4°
Sydney 2000; 4 di coppia, 1°
Atene 2004; Doppio, 3°
Pechino 2008; 4 di coppia, 2°
Londra 2012; Riserva

### Campionati mondiali di canottaggio
1993; 4 di coppia, 3°
1994; 4 di coppia, 1°
1995; 4 di coppia, 1°
1997; 4 di coppia, 1°
1998 - Colonia:  4 di coppia, 1°
1999; 4 di coppia, 7°
2001 - Lucerna: doppio, 3°
2002 - Siviglia: 4 di coppia, 3°
2003; doppio, 2°
2007; 4 di coppia, 4°

### Giochi del Mediterraneo
- Atene 1991: bronzo nel 2 di coppia;
- Linguadoca-Rossiglione 1993: oro nel 4 di coppia;
- Tunisi 2001: argento nel 2 di coppia;

### Campionati del mondo juniores
1989; singolo, 2°
1990; doppio, 1°

### Campionati italiani
14 vittorie, dal 1988 al 2004
campione d'Italia singolo 2007